# Вільяфранка-де-Кордова
Вільяфранка-де-Кордова (ісп. Villafranca de Córdoba) — муніципалітет в Іспанії, у складі автономної спільноти Андалусія, у провінції Кордова. Населення — 4660 осіб (2010).
Муніципалітет розташований на відстані близько 280 км на південь від Мадрида, 22 км на схід від Кордови.

## Демографія
Динаміка населення (INE ):

## Галерея зображень

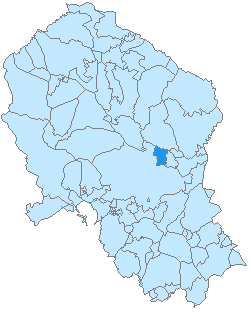
Розташування муніципалітету у провінції Кордова
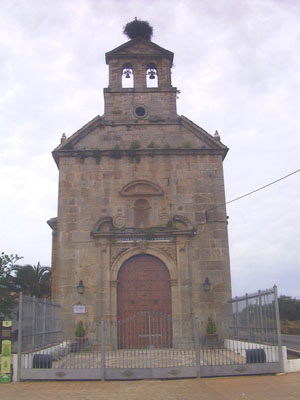
Каплиця Нуестра-Сеньйора-де-лос-Ремедіос